# Ranunculus brachylobus
Ranunculus brachylobus är en ranunkelväxtart. Ranunculus brachylobus ingår i släktet ranunkler, och familjen ranunkelväxter.

## Underarter
Arten delas in i följande underarter:
- R. b. brachylobus
- R. b. incisilobatus